# Lay-Saint-Remy
Lay-Saint-Remy ist eine französische Gemeinde mit 339 Einwohnern (Stand: 1. Januar 2022) im Département Meurthe-et-Moselle in der Region Grand Est (vor 2016 Lothringen). Sie gehört zum Arrondissement Toul und zum Kanton Toul. 

## Geographie
Lay-Saint-Remy liegt etwa 40 Kilometer westlich von Nancy und etwa zwölf Kilometer westlich von Toul am Rhein-Marne-Kanal. Nachbargemeinden von Lay-Saint-Remy sind Foug im Norden, Osten und Süden sowie Pagny-sur-Meuse im Süden und Westen.

## Bevölkerungsentwicklung
| Jahr                       | 1962 | 1968 | 1975 | 1982 | 1990 | 1999 | 2006 | 2019 |
| Einwohner                  | 288  | 257  | 291  | 258  | 307  | 355  | 348  | 343  |
| Quellen: Cassini und INSEE |      |      |      |      |      |      |      |      |

## Sehenswürdigkeiten
- Kirche Saint-Remy aus dem 19. Jahrhundert

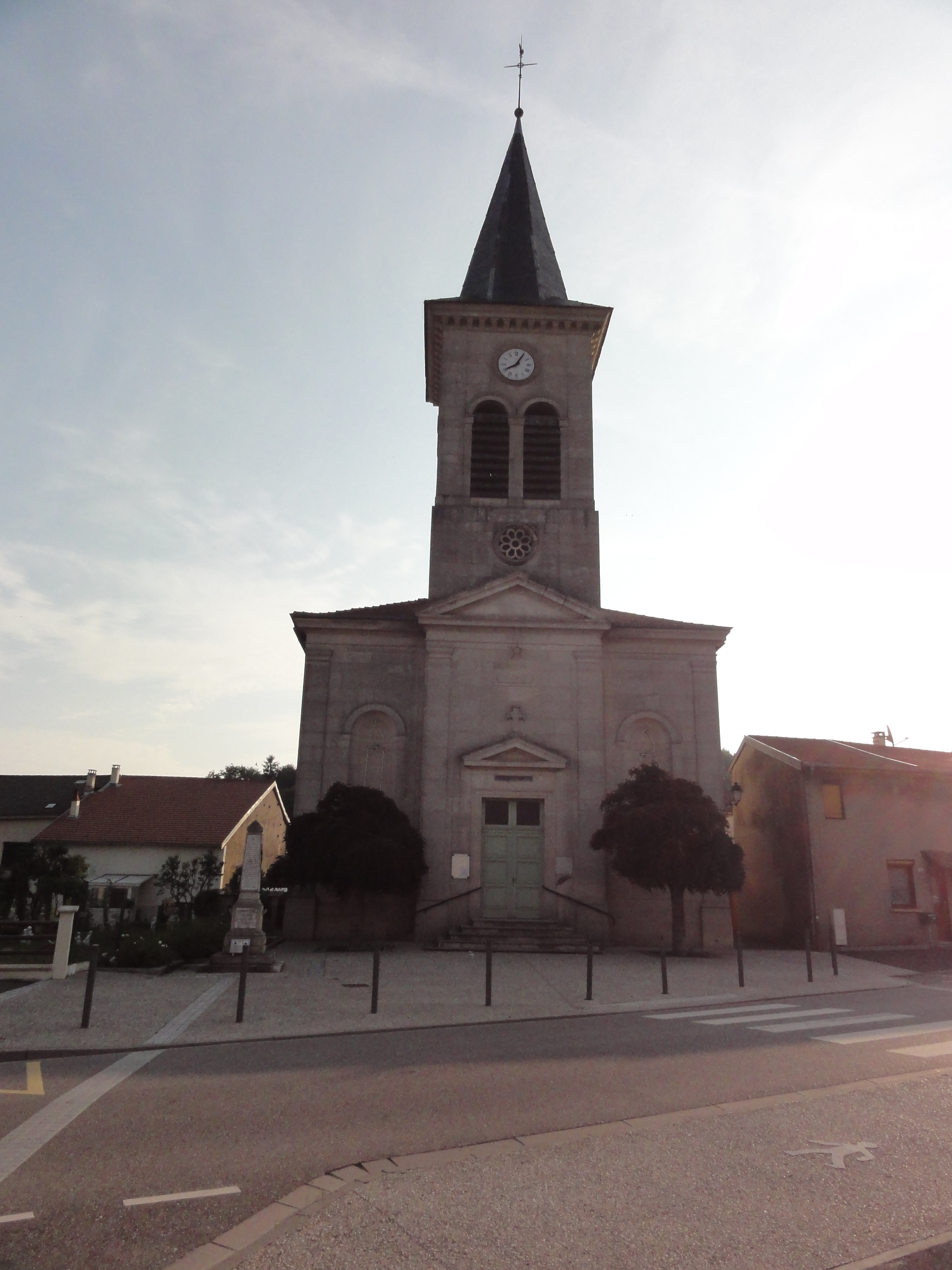
Kirche Saint-Remy